# 蒼頡檢字法
蒼頡檢字法，又稱「第六代倉頡輸入法」，是倉頡輸入法發明人朱邦復團隊繼第五代倉頡輸入法後推出的下一版本，朱邦復將「倉頡」重新命名為「蒼頡」，並強調其目的是「保存漢字之根本」，而非「追求輸入快速」。。
2002年，朱邦復於其留言版提及，倉頡輸入法最新版本——第六代（即蒼頡檢字法）已完成，並據之設計中文CPU。蒼頡檢字法已轉交沈紅蓮照料。原本並不公開，僅供與「朱邦復工作室」有工作關係的人士，及部分文史專家學者使用，例如倉頡系統、漢文庫典、蒼頡電書、漢文史資料庫等，直至2013年才釋出予倉頡輸入法愛好者。
蒼頡檢字法基本沿用倉頡輸入法的取碼規則，但有以下主要變化：
- 大幅修改倉頡字母、輔助字形、複合字首、複合字
- 取消難字規則，改以其他方式處理原來的難字
- 修改重複字規則
- 新增反字身規則
- 新增上下形字規則
- 異體字各自取碼。例如＝弓月手，＝弓月土。因以蒼頡為內碼，兩字内碼也不同。（統一碼把兩字當作「地區差異」字形，併入同一內碼。）
- 將符號由原先的 YYYA? ~ YYYY? 段改到 ZZ??? 段。

這些改變主要目的為降低重碼率，提升倉頡系統之組字、檢字效率，而非提升輸入速度。事實上，六代由於反字身取碼規則，平均取碼往往比五代更多。
蒼頡檢字法不是爲了支援統一碼；朱邦復批評統一碼處理漢字方法愚昧、收字不全、字序混亂、碼長不等，因此不能採用。
六代系統收字近八萬，重碼字約5%，佔空間500KB左右，有多種字體，可無級次放大。如有需要隨時可加，每加一字，平均約需十字節、工作時間一分鐘（含測試）。
雖然通稱「六代」，但蒼頡檢字法與常見的「三代倉頡」、「五代倉頡」差異較大，一般不把它視爲倉頡輸入法的新版本，而更像一款由倉頡衍生而來的新輸入法。

## 外部連結
- 朱邦復工作室 （页面存档备份，存于）
- Github上的蒼頡檢字法（非官方） （页面存档备份，存于）